# Wikipedia în albaneză
Wikipedia în albaneză (în albaneză Wikipedia Shqip) este versiunea în limba albaneză a Wikipediei și a fost editată pentru prima dată pe 12 octombrie 2003. Începând cu martie 27, 2025, Wikipedia în albaneză are 101.995 articole și este a 73-a cea mai mare Wikipedia.